# Tapacul de Pacheco
El tapacul de Pacheco (Scytalopus pachecoi) és una espècie d'ocell de la família dels rinocríptids (Rhinocryptidae).

## Hàbitat i distribució
Habita en sotabosc prop de corrents fluvials i espesures de bambú del sud de Brasil i nord-est de l'Argentina.